# نیکو میولی
نیکو میولی (انگلیسی: Nico Muhly؛ ‎/ˈniːkoʊ ˈm[invalid input: 'ju:']li/‎؛ زادهٔ ۲۶ اوت ۱۹۸۱) موسیقی‌دان و آهنگساز اهل ایالات متحده آمریکا است. وی از سال ۲۰۰۵ میلادی تاکنون مشغول فعالیت بوده‌است.
از جمله آثار او می‌توان به کتاب‌خوان، مارگارت و عزیزانت را بکش اشاره کرد.